# Rex Norris
Rex Norris  (18 juli 1899 - Ealing, 17 september 1990) was een Indiaas hockeyer. 
Norris won met de Indiase ploeg de olympische gouden medaille in 1928.

## Resultaten
- 1928  Olympische Zomerspelen in Amsterdam